# Giovanni Battista Morgagni
Giovanni Battista Morgagni o Giovan Battista Morgagni o també Giambattista Morgagni (Forlì, 25 de febrer del 1682 - Pàdua, 5 de desembre del 1771) fou un metge, anatomista i patòleg italià. És considerat com el científic que va donar el primer pas per canviar el punt de vista de l'anatomia patològica moderna, ja que les seves idees van adquirir una vital importància per a l'estudi de les malalties.

## Biografia
Havent mort el seu pare quan encara ell era molt jove, la seva mare va prendre la total responsabilitat de criar-lo i li va aportar una educació profitosa.
Va entrar a la Universitat de Bolonya als setze anys, on va destacar per la seva gran atenció, de manera que van estar interessats alguns professors perquè treballés com a ajudant a la càtedra d'anatomia, en aconseguir el doctorat en medicina i filosofia als vint-i-
 anys va començar a suplir esporàdicament en les classes aquells professors que es van interessar per ell com ara Valsalva o Albertini. Va arribar a crear un grup d'estudi anomenat "Academia inquietorum" el nom propi de la qual indica que els seus alumnes no en tenien prou amb el que sabien, sinó que volien experimentar i observar d'una forma més directa per tenir clares i innovar les teories científiques.
Va tenir onze fills, dels quals les vuit filles es van fer monges, i un dels fills, que va seguir els seus passos, va morir jove.

## Obra

De sedibus, 1765

Quan tenia vint anys (1706), va arribar a escriure una sèrie de notes anomenades adversaria anatomicaque van arribar a publicar-se i van aconseguir l'interès popular, de manera que el va reclamar la Universitat de Pàdua perquè treballés com a professor durant més de 50 anys, la qual cosa feu amb incessants investigacions que van arribar a afectar-la seva vista, motiu pel qual hagué de tornar a Bolonya per recuperar-se i continuar amb el seu treball com a professor a la Universitat de Bolonya.
Va publicar diversos llibres, entre els quals destaquen De sedibus et causis morborum per anatomen indagatisque va publicar el 1761 i contenia més de 700 històries clíniques amb els seus protocols d'autòpsies; aquesta obra es va traduir a diversos idiomes i va servir de base per a l'anatomia patològica posterior.
Giovanni Battista Morgagni va realitzar autòpsies usant una altra forma de visió i opinió més racionalista, evitant un diagnòstic primari com a principal i indagant més en la patologia de forma més minuciosa. Va dissenyar fins i tot instruments adequats per a la pràctica de les disseccions mèdiques; en l'actualitat, la taula en què es realitzen les autòpsies es coneix com a "taula de Morgagni".
La seva fama i respecte van assolir tal nivell que fins i tot els exèrcits austríacs que van envair Bolonya, van rebre ordres estrictes de no fer-li cap mal.
Determinats estudis van tenir una gran importància, com els que va realitzar sobre aneurismes i malalties pulmonars. Per a ell la tuberculosi era una malaltia contagiosa, i es negà a efectuar autòpsies a les persones que l'havien patida. Va aconseguir modificar les lleis sobre la tuberculosi considerada des de llavors com a malaltia contagiosa i sobre la qual cal prendre mesures de desinfecció i higiene especials. No va estar d'acord amb les sagnies, que eren comuns en aquella època i es pensava que servien com a tractament. També es va interessar per estudiar el pols i els batecs del cor en algunes alteracions cardíaques, la qual cosa ajudà molt en el tractament d'aquestes afeccions. Per a ell, l'única forma de tractar el càncer de forma reeixida era extirpant la regió afectada.